# Knittelfeld
Knittelfeld – miasto w Austrii, w kraju związkowym Styria, w powiecie Murtal. Do 31 grudnia 2011 siedziba powiatu Knittelfeld. Leży nad rzeką Murą. Liczy 12 541 mieszkańców (1 stycznia 2015).

## Gospodarka
W mieście rozwinął się przemysł metalowy oraz drzewny, funkcjonują też zakłady naprawcze taboru kolejowego.

## Współpraca
Miejscowości partnerskie:
- Barcs, Węgry
- Kameoka, Japonia